# Michał Żewłakow
Pour les articles homonymes, voir Zewlakow.
Michał Żewłakow (pron. /ˈmixaw ʐɛvˈwakɔf/), né le 22 avril 1976 à Varsovie, est un footballeur professionnel polonais. C'est un solide défenseur, capable de prendre le couloir. Il est également dangereux lorsqu'il frappe de loin, ou lorsqu'il tire les coups francs. 
Son frère jumeau, Marcin, est également footballeur mais joue dans un autre registre, en attaque.

## Biographie

### Apprentissage en Pologne
Michał Żewłakow, natif de Varsovie, commence le football dans la capitale. Après plusieurs passages dans différents clubs varsoviens, il rejoint en 1993 le Polonia, le club qui monte en Pologne. Après deux ans et demi, il est prêté à l'Hutnik, puis revient très vite chez les chemises noires. Il effectue deux saisons et demie pleines, ponctuées par une aventure en Coupe UEFA, où Varsovie s'arrête au deuxième tour qualificatif, battue par Moscou.

### Les titres belges
En octobre 1998, il est de nouveau prêté, mais cette fois-ci quitte les frontières polonaises pour la Belgique et le KSK Beveren. En 1999, il signe en même temps que son frère à l'Excelsior Mouscron. Le transfert combiné des deux joueurs est estimé à 485 000 €. Joueur clé de l'effectif mouscronnois, il l'emmène jusqu'à la finale de la Coupe de Belgique 2002, perdue trois buts à un face au FC Bruges.
Lors du mercato 2002, il devient l'une des priorités de Hugo Broos, le coach d'Anderlecht. Il rejoint finalement le club, qui est l'un des plus titrés du pays, pour plus d'un million d'euros. Avec lui, Żewłakow dispute la Ligue des champions. En 2004, le Polonais devient champion de Belgique. La saison suivante, il perd quelque peu sa place, mais la retrouve l'année suivante. Son retour dans l'équipe coïncide avec le nouveau titre d'Anderlecht.

### En Grèce: son dernier passage?
Après le départ de l'homme qui fut à l'origine de son arrivée chez les Mauves et Blancs, Żewłakow quitte lui aussi le club, étant en fin de contrat. Il rejoint l'Olympiakos Le Pirée, célèbre club grec. En deux saisons, il occupe une place de titulaire en défense, mais aussi de favori chez les supporters grecs, qui apprécient son engagement. En coupe d'Europe, alors qu'il terminait à chaque reprise à la dernière place du groupe lors de la phase de poules, Żewłakow atteint les huitièmes de finale lors de la saison 2007-2008, puis s'incline face au futur finaliste, Chelsea. En 2009, Żewłakow et Le Pirée échouent au troisième tour, et sont éliminés de la Coupe UEFA par l'AS Saint-Étienne en seizièmes de finale. À la fin de la saison 2008-2009, il remporte pour la troisième fois consécutive le championnat de Grèce.

### À Ankaragücü
Le 2 juin 2010, il signe chez le club turc d'Ankaragücü un contrat de deux ans. Plus payé depuis trois mois, il résilie son contrat comme il en a le droit en avril 2011.

### En sélection
Michał Żewłakow honore sa première sélection avec la Pologne le 19 juin 1999 à Bangkok, lors d'un match amical contre la Nouvelle-Zélande. Pour cette rencontre, les Polonais obtiennent un match nul et vierge. Avec son frère Marcin, ils deviennent les premiers frères jumeaux polonais à évoluer sur le terrain lors de la même rencontre, lors du match France - Pologne du 23 février 2000, disputé à Saint-Denis (défaite un but à zéro). 
Titulaire l'ensemble des matches de qualification pour la coupe du monde 2002, il dispute deux rencontres lors de la compétition. Il en est de même pour les qualifications de l'Euro 2004 et de la coupe du monde 2006, où il joue un rôle de pilier dans la défense polonaise. En Allemagne, il joue les trois rencontres. Titulaire habituel au poste d'arrière droit (il peut aussi évoluer dans l'axe de la défense), le sélectionneur de l'équipe de Pologne, Leo Beenhakker, le retient parmi l'effectif des vingt-trois joueurs appelés à participer à l'Euro 2008. Pour les débuts du pays dans cette compétition, Żewłakow prend part à tous les matches du premier tour. Il est promu capitaine de la sélection après le départ de Jacek Bąk. Le 29 mars 2011, il dispute au Pirée son dernier match sous les couleurs polonaises, face à son ancien public et reste le recordman de sélections avec 102 capes,.

### Palmarès
- Finaliste de la Coupe de Belgique : 2002
- Champion de Belgique : 2004 et 2006
- Champion de Grèce : 2007, 2008 et 2009
- Vainqueur de la Supercoupe de Grèce : 2007
- Vainqueur de la Coupe de Grèce : 2008
- Vainqueur de la Coupe de Pologne : 2012, 2013
- Vainqueur du Championnat de Pologne : 2012-2013